# Južni tok
Júžni tok je opuščeni projekt plinovoda, ki naj bi potekal iz južne Rusije (obalna kompresorska postaja Beregova) po dnu Črnega morja, do Bolgarije in nato čez Srbijo, Madžarsko do plinskega vozlišča Baumgarten blizu Dunaja v Avstriji. En krak bi se v Bolgariji odcepil proti Grčiji in čez morje v Italijo. Upoštevana je bila tudi možnost razcep na Madžarskem pri kraju Városföld s krakom čez Slovenijo v Italijo. Projekt je bil najavljen 23. junija 2007, razvijal ga je ruski monopolist Gazprom v sodelovanju z italijanskim podjetjem ENI.
Predstavnika vlade Ruske federacije in Slovenije , ministra za gospodarstvo Sergej Šmatko in Matej Lahovnik sta ob prisotnosti predsednikov obeh vlad, Vladimirja Putina in Boruta Pahorja 14. novembra 2009 v Moskvi podpisala medvladni dogovor o načelnem soglasju za izgradnjo kraka čez Slovenijo ter o pogojih poslovanja mešane družbe, v kateri bi Gazprom imel večinski (51%) delež.

Natančne trase plinovoda niso določili, obstoji pa možnost, da se deloma uporabijo obstoječi plinovodi oziroma plinovodi, ki se gradijo. Predvidevali so, da bi investicijska vrednost plinovoda v Sloveniji bila okoli ene milijarde evrov.
Ruska federacija je pred tem že podpisala podobne dogovore z vsemi drugimi državami, skozi katere naj bi plinovod potekal.
Zmogljivost podmorskega dela v Črnem morju bi bila v začetku 31 milijard Sm³ plina letno, z možnostjo povečanja zmogljivosti na 47 milijard Sm³ letno. Skupni stroški projekta naj bi bili vsaj 20 milijard ameriških dolarjev.
Projekt je bil 1. decembra 2014 ustavljen. Ruska stran se ni hotela ukloniti predpisom EU (tretji energetski sveženj), ki zahtevajo dostop tretje strani do dela zmogljivosti plinovodov. Ruska stran naj bi podvodni plinovod preusmerila proti Turčiji.